# روبرت وستفيلد
روبرت وستفيلد (بالإنجليزية: Robert Westfield)‏ (1972، ماريلند في الولايات المتحدة)؛ كاتب وروائي أمريكي. درس في جامعة كولومبيا.